# سانتا لوچه
سانتا لوچه (به ایتالیایی: Santa Luce) یک کومونه در ایتالیا است که در استان پیزا واقع شده‌است. سانتا لوچه ۶۶٫۶ کیلومتر مربع مساحت و ۱٬۶۸۳ نفر جمعیت دارد و ۲۰۰ متر بالاتر از سطح دریا واقع شده‌است.